# آسیب (رمان هارت)
آسیب (به انگلیسی: Damage)، رمانی نوشته شده توسط جوزفین هارت است، که در سال ۱۹۹۱ منتشر شد؛ این رمان دربارهٔ یک سیاستمدار بریتانیایی است؛ که زندگی باشکوهی دارد ولی بخاطر یک رابطه نامناسب، باعث سقوط خود می‌شود. آسیب در سال ۱۹۹۲ توسط لویی مال به فیلمی با همین عنوان اقتباس شد.
برای خواندن خلاصه داستان رمان، اینجا را مطالعه کنید.